# レペノマムス
レペノマムス（学名：Repenomamus）は、前期白亜紀の中国東北部に生息していた、既知の範囲内では中生代で最大の哺乳類。小型種のレペノマムス・ロブストゥス（R. robustus）と大型種のレペノマムス・ギガンティクス（R. giganticus）の2種が知られている。後者は体長約80センチメートルで現生のコヨーテと同程度の大きさであり、体重は12 - 14キログラムと推定されている。前者は体長約50センチメートル、体重4 - 6キログラムと推定されているが、角竜類の恐竜プシッタコサウルスの幼体が胃の内容物として確認されており、恐竜を捕食していたことが示唆されている。また、2023年にはプシッタコサウルスの成体と前者の格闘化石が報告された。

## 分類
王元青によるとレペノマムスは、臼歯に存在する3つの突起（咬頭）が前後方向に直線状に配列するという特徴を持つ、三錐歯類に属する。ただし冨田幸光によると、この形態は哺乳類の最も単純な臼歯の形状であり、トリナクソドンやモルガヌコドンといった別の分類群に属する哺乳類にも見られることから、2011年時点では分類群の標徴形質としては用いられないとして合意が得られている。冨田はこの特徴に加えて、他の哺乳類の持つ臼歯よりも左右に扁平であることと、主要三咬頭以外の装飾的な小咬頭が少ないこと、下顎の後部に広い凹みが卓越すること、爬虫類のものに類似する多数の小型の骨が下顎の後部に存在しないことを特徴に、新三錐歯類という分類群を支持し、レペノマムスをそこに分類している。また科についても、王はゴビコノドン科、冨田はレペノマムス科に分類している。

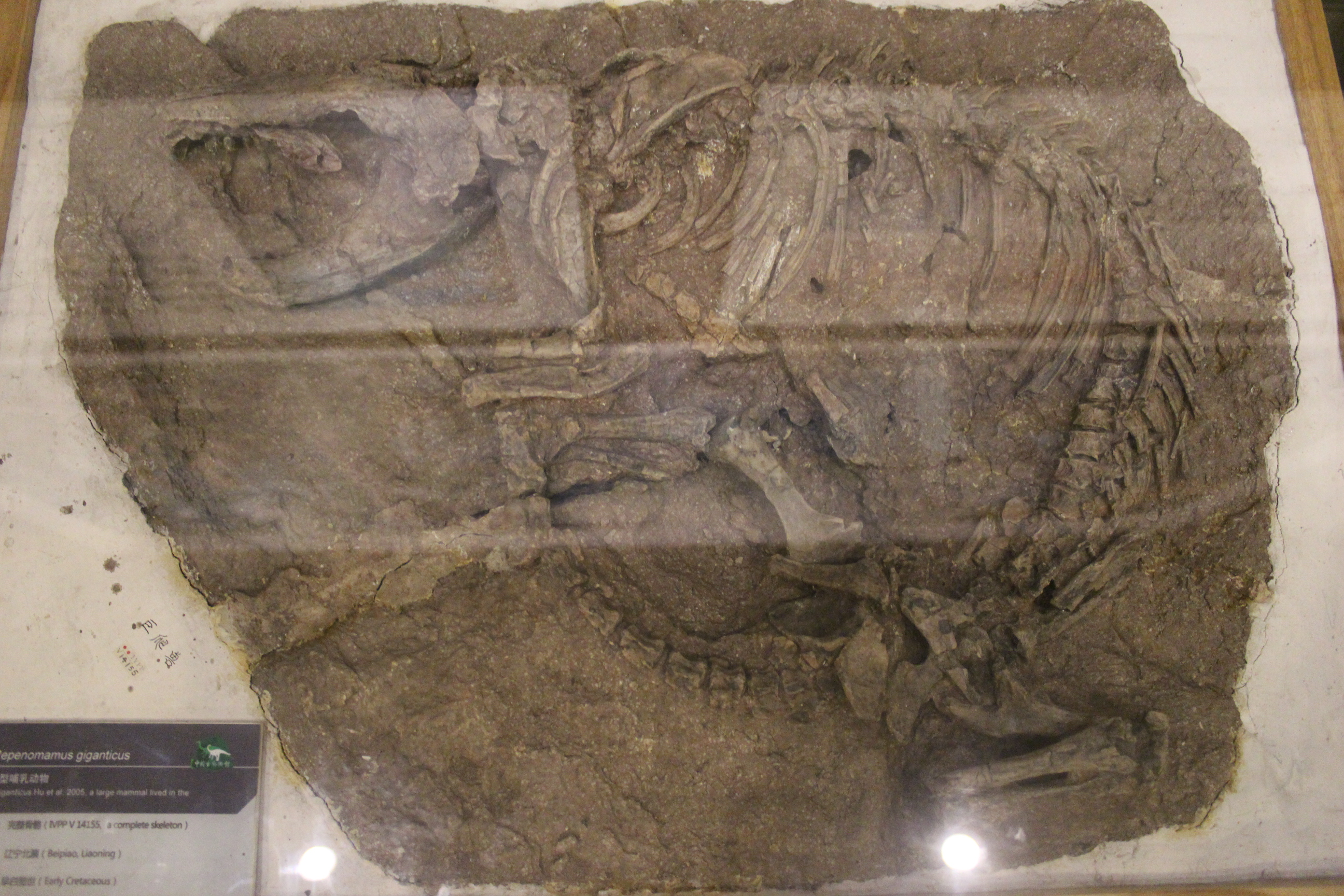
レペノマムス・ギガンティクスのホロタイプ標本

レペノマムスはレペノマムス・ロブストゥスとレペノマムス・ギガンティクスの2種が知られている。レペノマムス・ロブストゥスは2000年に一個の頭骨に基づいて記載され、2005年により完全な骨格標本が報告された。この標本については後述する。レペノマムス・ギガンティスはレペノマムス・ロブストゥスの新標本と共に記載された新種である。ホロタイプ標本は外側を向いて背中を丸めた姿勢で横たわっており、イヌが寝ているような体勢になっている。

## 特徴と生態

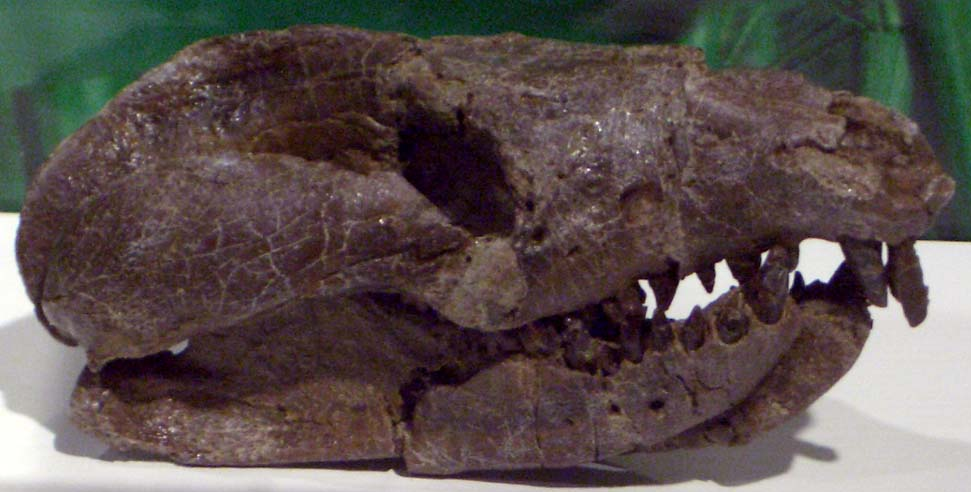
レペノマムス・ギガンティクスの頭骨

レペノマムスの化石に体毛は保存されていないが、近縁の動物との比較から、体毛が生えていて体温を一定に保つ内温性動物であったと考えられる。体はずんぐりとしていて四肢は比較的短く、体型は現生のアナグマやタスマニアデビルやラーテルに類似する。ただしレペノマムス・ギガンティクスの体長は68.2センチメートルにも達する。四肢の骨格は運動時に半直立姿勢を保っていたことを示唆しており、走行能力も比較的高かったと考えられる。ただし、既に出現していた派生的な哺乳類は直立姿勢を獲得しており、彼らと比較すると敏捷性で劣っていた。
下顎の骨は頑丈であった。また、上顎の頬骨弓が大きく深いことから、収縮した巨大な咬筋を収納できたことが示唆されており、強力な咬合力の持ち主であったと推測されている。切歯・犬歯・前臼歯は鋭利で、動物食性に適応していた。

### 恐竜を食べた哺乳類

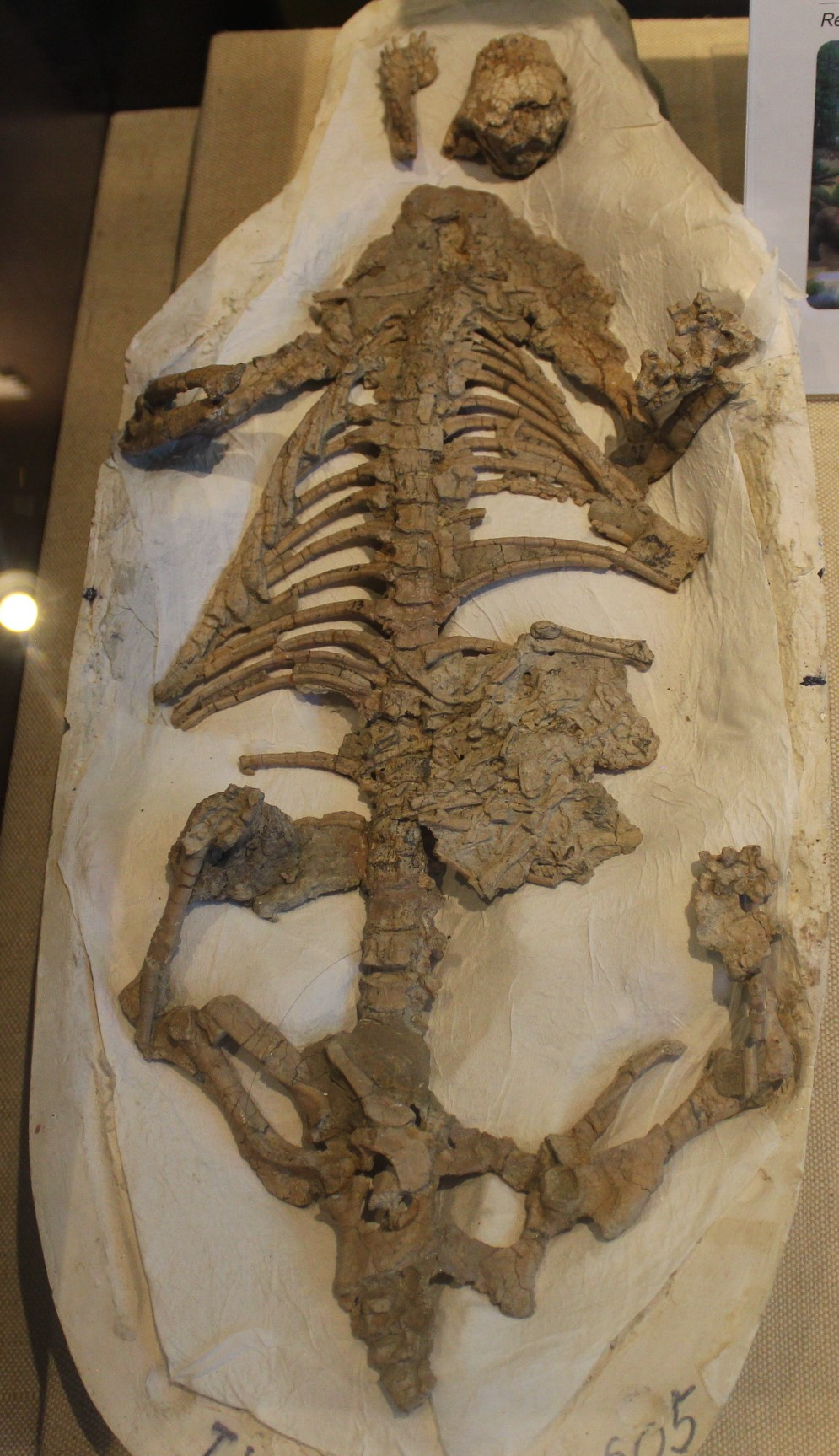
レペノマムス・ロブストゥス

彼らが動物食性であったことを示す証拠として、2005年に報告された新しい完全な化石標本から、胃が位置していたと思われる左側の肋骨の下に全長14センチメートルほどのプシッタコサウルスの幼体の遺骸が確認されている。プシッタコサウルスの骨は胴体が二つに分断されていて、かつ四肢の骨が関節したままであった。これは、レペノマムスが獲物を食い千切った後に咀嚼せず丸呑みにしていたことを示唆する。
土屋健は、より大型のレペノマムス・ギガンティクスであれば、より成長した恐竜も獲物に出来たと推測している。デューク大学のアン・ウェイルは、現生の体重21.5キログラム以下の肉食哺乳類の行動に基づき、レペノマムス・ギガンティクスが同様の行動様式で恐竜を捕食したとすれば獲物は体重7キログラム未満であったと推定している。また、体重21.5キログラム以下の肉食哺乳類は食餌内容の季節変化が大きいため、恐竜やそもそも肉がどれほどの割合を占めていたかは不明であると述べている。
2023年には、レペノマムス・ロブストゥスとプシッタコサウルス未定種の格闘化石が報告された。当該の格闘化石において、レペノマムスは自身よりも大型のプシッタコサウルスに乗りかかり、前肢で下顎を抑え、また肋骨に噛みついている。このように小型の捕食動物がより大型の動物を襲う例は現生でも知られており、中生代の哺乳類が成体の恐竜に対しても脅威となっていた例として解釈される。
従来、中生代の哺乳類は恐竜に追いやられて夜行性の小型動物として活動していたという通説があった。この反証となりうる化石証拠はレペノマムスの報告以前から知られていた（コリコドンやスコワルテリアやブボデンス）が、保存部位が極めて断片的であったため正確な体格は不明なままであった。このため、恐竜と競合するような大型哺乳類の存在を示す明確な化石証拠は、既存の中生代哺乳類像を大きく塗り替えることになった。ウェイルは、こうした疑問を抱くことは時期尚早であるかもしれないとした上で、同時期の恐竜が小型であったために哺乳類が大型化した可能性に触れている。また、小型恐竜の大型化や鳥類への進化はレペノマムスに代表される肉食哺乳類の捕食圧に原因があったかもしれないと想像している。

## 進化史
植物食や昆虫食に次々と哺乳類が適応放散していく中、他の哺乳類との生存競争に晒されたと推測されるレペノマムスの祖先は、肉食動物としての生態的地位を開拓した。後述するような自然環境に支えられたレペノマムスは捕食動物として成功し、熱河地域における大型捕食動物へ進化したと考えられている。近縁な属には同じく陸家屯層から産出したゴビコノドンがおり、義県累層上部のジェホロデンスとは遠縁と推測される。
レペノマムスは他の哺乳類や恐竜との生存競争に晒されて絶滅を迎えたと考えられている。その根拠の一つが上述の半直立姿勢とそれに伴う敏捷性の差異である。この他にも、シノデルフィスやエオマイアといった同時代の小型哺乳類は咀嚼能力が高く、レペノマムスよりも摂食できる食物の範囲が広かった。王は、こうした派生的な哺乳類との生存競争、そして敏捷性の高い肉食性獣脚類との生存競争に敗れてレペノマムスが絶滅したと推測している。レペノマムスは基盤的な哺乳類であり、第四紀完新世の現在に子孫は生き延びていない。

## 古環境
レペノマムス・ロブストゥスとレペノマムス・ギガンティクスは、共に中国・遼寧省西部の北票市陸家屯で発見されており、熱河層群の義県累層陸家屯部層から産出している。この地層は放射性同位体に基づく年代測定から約1億2800万年前の地層と推定されている。当時の環境は沼沢の発達した森林であったと考えられており、様々な昆虫・魚類・両生類・爬虫類・恐竜・鳥類・哺乳類が生息していた。例えば恐竜では、レペノマムス・ロブストゥスの腹部から発見されたプシッタコサウルスの他に、獣脚類のシノヴェナトルがレペノマムス・ギガンティクスと同一の堆積層から発見されている。レペノマムスの高次消費者としての生態的地位は、動植物に恵まれた熱河の自然に支えられていた。